# 롤란트 에머리히
롤란트 에머리히(독일어: Roland Emmerich, 1955년 11월 10일 ~ )는 재난 영화로 널리 알려진 독일의 영화 감독이자 영화 프로듀서, 각본가이다. 대부분 영어인 그의 작품들은 할리우드에서 제작되었는데 미국에서의 10 억불을 포함, 세계적으로 30 억불 이상의 흥행을 거두었고 미국에서 역대 20번째로 수익을 많이 올린 감독이 되었다. 대표작으로는 2012, 투모로우가 있다.
또한 그는 민주당의 강력한 지지자인것으로도 알려져있다.

## 작품 목록
- 《디스트럭션》 (Das Arche Noah Prinzip) (1984년)
- 《조이》 (Joey) (1985년)
- 《문 44》 (1990년)
- 《유니버셜 솔져》 (1992년)
- 《스타게이트》 (1994년)
- 《인디펜던스 데이》 (1996년)
- 《고질라》 (1998년)
- 《고질라 애니메이션》 (1998~2000년)
- 《패트리어트: 늪 속의 여우》 (2000년)
- 《투모로우》 (2004년)
- 《10,000 BC》 (2008년)
- 《2012》 (2009년)
- 《위대한 비밀》 (2011년)
- 《화이트 하우스 다운》 (2013년)
- 《스톤월》 (2016년)
- 《인디펜던스 데이: 리써전스》 (2016년)
- 《미드웨이》 (2019년)
- 《문폴》 (2022년)